# Мадисон-Лейк (город, Миннесота)
Мадисон-Лейк (англ. Madison Lake) — город в округе Блу-Эрт, штат Миннесота, США. На площади 1,2 км² (1,2 км² — суша, водоёмов нет), согласно переписи 2002 года, проживают 837 человек. Плотность населения составляет 692,8 чел./км².
- Телефонный код города — 507
- Почтовый индекс — 56063
- FIPS-код города — 27-39320[1]
- GNIS-идентификатор — 0647362[2]